# Reemt
Reemt ist ein männlicher Vorname. 

## Herkunft und Bedeutung
Reemt ist ein alter friesischer Name und die Kurzform von Raimund (althochdeutsch: Rat, Beschluss, Schutz).

## Bekannte Namensträger
- Reemt Kronhardt (* 1958), deutscher Designer
- Reemt Pyka (* 1969), deutscher Eishockeyspieler

## Varianten
- Remmt
- Rehmet